# Amt Hüsten
Das Amt Hüsten war ein Amt im Kreis Arnsberg in der Provinz Westfalen und in Nordrhein-Westfalen, das bis zum 31. Dezember 1974 Bestand hatte.

## Geschichte

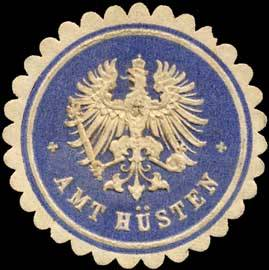
Siegelmarke Amt Hüsten

Das Gebiet des Amtes Hüsten gehörte im 1817 gegründeten Kreis Arnsberg zunächst zur Bürgermeisterei Neheim. Die Stadt Neheim erhielt 1837 die preußische „Revidierte Städteordnung von 1831“ und schied dadurch aus der Bürgermeisterei aus. Aus dem restlichen Gebiet der Bürgermeisterei wurde die Bürgermeisterei Hüsten gebildet. Die Bürgermeisterei bestand zu dem Zeitpunkt aus den drei Kirchspielen Hüsten, Voßwinkel und Enkhausen, die insgesamt 16 Ortschaften umfassten.
Im Rahmen der Einführung der Landgemeindeordnung von 1841 für die Provinz Westfalen wurde 1844 im Kreis Arnsberg aus der Bürgermeisterei Hüsten das Amt Hüsten gebildet. Es umfasste bis 1941 sechzehn Gemeinden:
| - Bachum - Bruchhausen (Ruhr) - Echthausen - Enkhausen - Estinghausen - Hachen - Herdringen - Hövel | - Holzen - Hüsten - Langscheid - Müschede - Niedereimer - Stemel - Voßwinkel - Wennigloh |

Aus dem auf dem Gebiet der Gemeinde Hövel liegenden Rittergut Melschede wurde in den 1870er Jahren ein eigener Gutsbezirk gebildet. Dieser wurde am 30. September 1928 wieder in die Gemeinde Hövel eingegliedert.
Seit 1910 war das Hüstener Amtshaus Sitz der Verwaltung.
Zum hundertjährigen Bestehen des Amtes im Jahr 1937 wurden 19.661 Einwohner auf einer Gesamtfläche von 147,19 km² gezählt.
Hüsten schied am 1. April 1941 aus dem Amt aus und wurde mit der Stadt Neheim zur neuen Stadt Neheim-Hüsten zusammengefasst. Der Sitz des Amtes blieb in Hüsten. Im Jahr 1961 hatte das Amt bei einer Fläche von 132,02 km² eine Einwohnerzahl von 16.614 Menschen.
Am 1. Juli 1969 schied die Gemeinde Echthausen (8,22 km²) durch das Gesetz zur Neugliederung des Landkreises Soest und von Teilen des Landkreises Beckum aus dem Amt aus und wurde Teil der Gemeinde Wickede (Ruhr) im Kreis Soest.
Am 31. Dezember 1974 wurde das Amt Hüsten durch das Sauerland/Paderborn-Gesetz aufgelöst:
- Bachum, Bruchhausen (Ruhr), Herdringen, der größte Teil von Holzen, Müschede, Niedereimer, Voßwinkel und Wennigloh (82,56 km²) fielen an die Stadt Arnsberg im Hochsauerlandkreis.
- Enkhausen, Estinghausen, Hachen, der größte Teil von Hövel, Langscheid und Stemel (41,19 km²) fielen an die Stadt Sundern im Hochsauerlandkreis.
- Einige Flurstücke von Holzen (0,05 km²) fielen an die Stadt Menden im Märkischen Kreis.

### Wappen
| Wappen des ehemaligen Amt Hüsten | Blasonierung In Blau ein silberner, goldbewehrter Adler, überzogen von einem goldenen mit einem roten Schwert belegten Schräglinksbalken. Beschreibung Das Wappen stellt eine Verbindung des Wappens der Grafen von Arnsberg mit dem Wappen der Herren von Wicheln dar, die früher im Amtsbezirk ansässig waren. Die amtliche Genehmigung erfolgte am 20. April 1937. |